# Wayne Brabender
Wayne Donald Brabender Cole (Montevideo (Minnesota), 6 de outubro de 1945) é um ex-basquetebolista estadunidense, naturalizado espanhol em 22 de maio de 1968.
Chegou ao Real Madri com 21 anos recém saído do basquetebol universitário para ganhar experiência e regressar aos Estados Unidos. Foi escolhido no Draft da NBA de 1967 pelo Philadelphia Warriors. Em 1968 naturalizou-se espanhol.
Sua principal virtude, sem desmerecer outras, era seu sensacional tiro exterior, pelo que tem passado à história da Liga ACB e da Seleção Espanhola, bem como da Copa de Europa, como um dos melhores jogadores ofensivos das décadas de 60 e de 70.
Casou-se com uma espanhola. Seu filho, David Brabender, nascido em 1970, também foi jogador na Liga ACB.
Ao finalizar sua longa carreira como jogador profissional na Espanha, começou a de treinador.

## Seleção Nacional
Participou internacionalmente com a Espanha em 190 partidas. Designado melhor jogador do Eurobasket de Barcelona (1973), quando a Espanha obteve a medalha de prata.
Como treinador foi assistente técnico de Antonio Díaz-Miguel na seleção adulta e obteve a medalha de ouro com a seleção Sub-22.

## Clubes

### Como jogador
- Real Madri: Temporadas 1967/68 a 1982/83
- CD Cajamadrid: Temporadas 1983/84 a 1984/85

### Como treinador
- Real Madrid: 1990/91
- C.B Canárias: 1991/92
- Fórum Valladolid: de 1994/95 a 1996/97
- C.B. Illescas: 2004

## Títulos

### Como jogador
- 13 Ligas Espanholas (1967/68, 1968/69, 1969/70, 1970/71, 1971/72, 1972/73, 1973/74, 1974/75, 1975/76, 1976/77, 1978/79, 1979/80, 1981/82)
- 7 Copas de Espanha (1969/70, 1970/71, 1971/72, 1972/73, 1973/74, 1974/75, 1976/77)
- 4 Copas de Europa (1967/68, 1973/74, 1977/78, 1979/80)
- 3 Copas Intercontinentais (1975/76, 1976/77, 1977/78)
- 1 Mundial de Clubes (1980/81)